# Sibirische Fichte
Die Sibirische Fichte (Picea obovata) ist eine Art aus der Familie der Kieferngewächse (Pinaceae). Sie ist im nördlichen Eurasien heimisch.

## Beschreibung

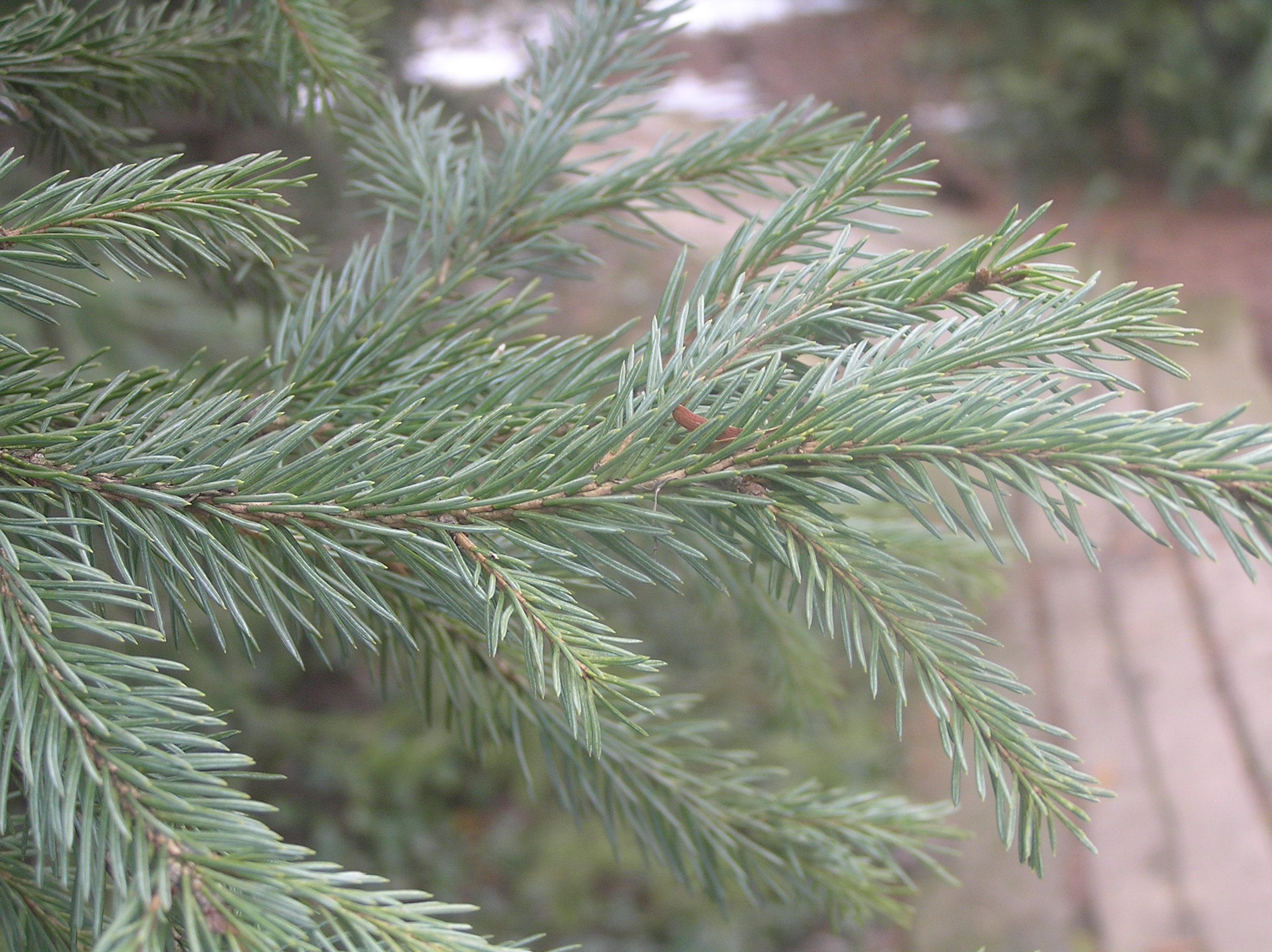
Zweig mit Nadeln

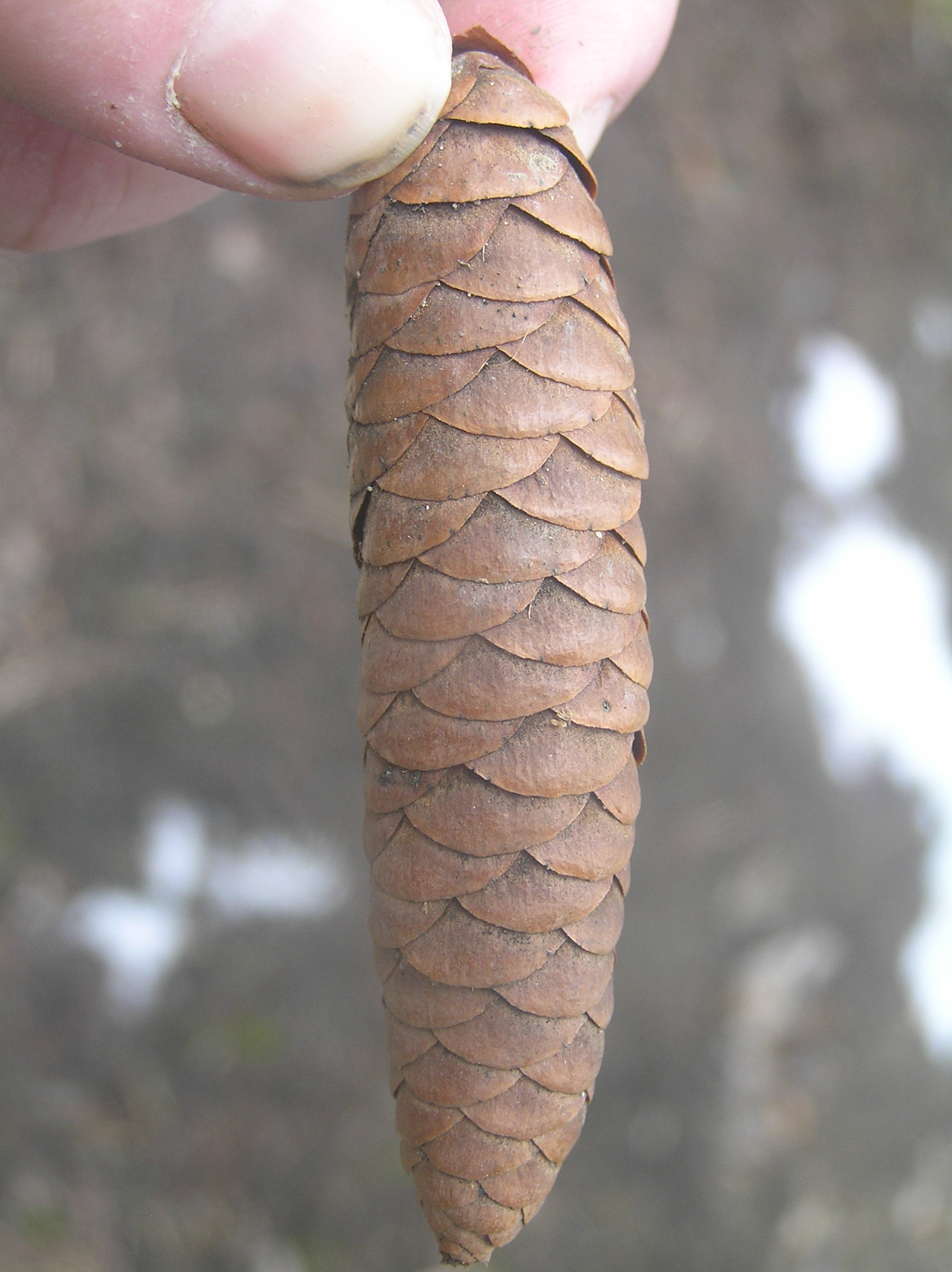
Reifer Zapfen

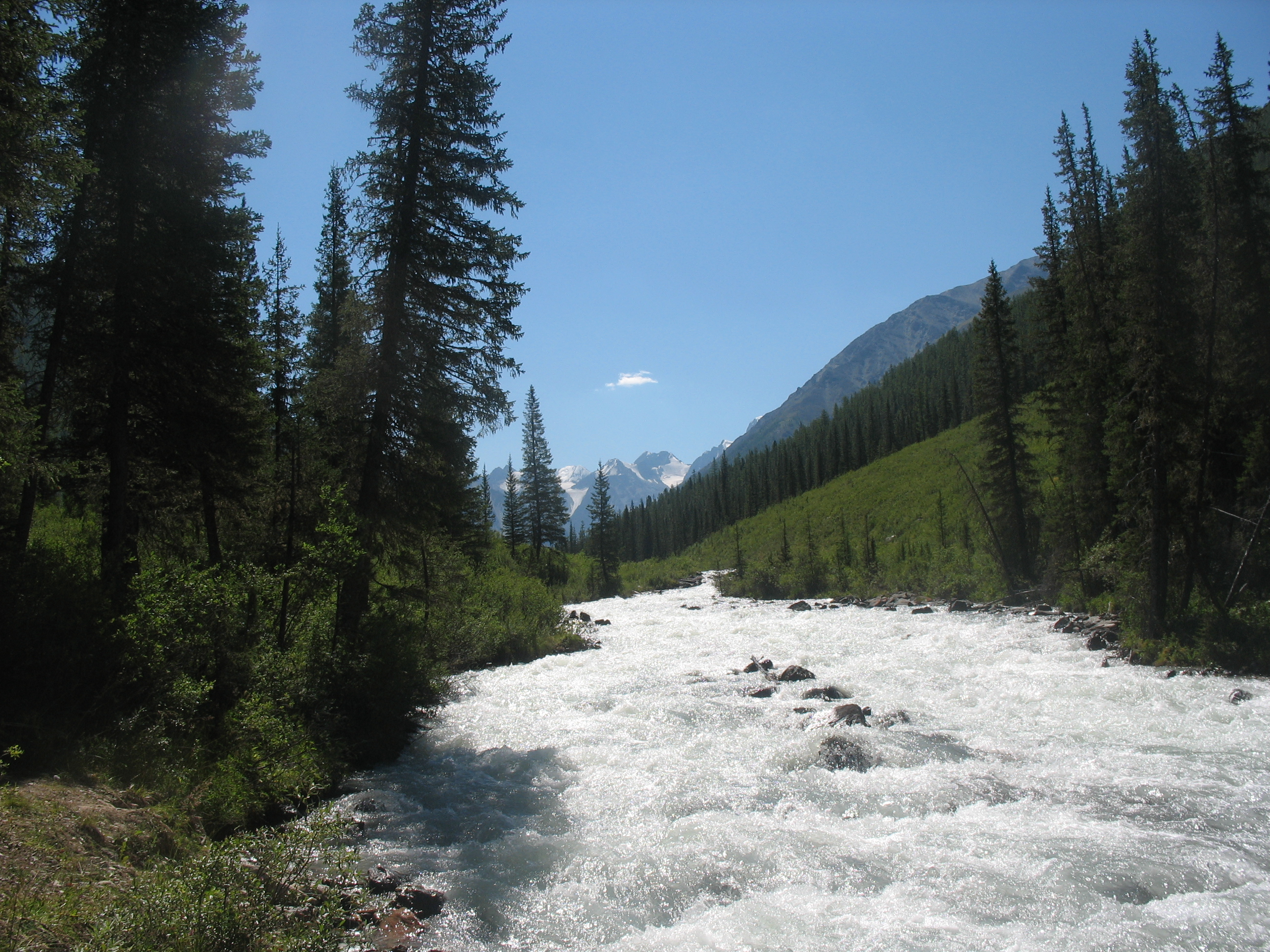
Sibirische Fichten im Altai

Die Sibirische Fichte wächst als immergrüner Baum, der Wuchshöhen von bis zu 40 Metern und Brusthöhendurchmesser von bis zu 1 Meter erreichen kann. Der Stamm endet in einer pyramidenförmigen Krone. Die dunkelgraue Stammborke blättert in unregelmäßig geformten Stücken ab. Die behaarte Rinde der Zweige ist anfangs gelb bis hell gelbbraun gefärbt und verfärbt sich mit der Zeit grau.
Die harzigen, hell gelbbraunen Winterknospen sind kegelförmig. Die gebogenen Nadeln sind bei einer Länge von 1,3 bis 2,3 Zentimeter und einer Breite von etwa 0,2 Zentimeter linear-viereckig geformt und haben einen viereckigen oder breit-rautenförmigen Querschnitt. Ihre Spitze ist spitz zulaufend. Auf der Nadeloberseite findet man fünf bis sieben und auf der Unterseite vier bis fünf Stomatalinien.
Die Sibirische Fichte ist einhäusig-getrenntgeschlechtig (monözisch) und die Blütezeit ist im Mai. Die Zapfen sind bei einer Länge von 5 bis 11 Zentimetern und einer Dicke von 2 bis 3 Zentimetern eiförmig-zylindrisch bis zylindrisch geformt. Sie sind anfangs violett bis dunkelviolett und verfärben sich bis zur Reife im September oder Oktober hin braun. Die Samenschuppen sind keil- bis verkehrt-eiförmig und werden 1,8 bis 2,1 Zentimeter lang sowie 1,5 bis 1,8 Zentimeter breit. Die dreieckigen bis verkehrt-eiförmigen, dunkelbraunen Samen werden etwa 5 Millimeter lang. Sie haben einen länglich-verkehrt-eiförmigen Flügel, welcher 0,9 bis 1,1 Zentimeter lang ist.
Die Chromosomenzahl beträgt 2n = 24.

## Verbreitung und Standort
Das natürliche Verbreitungsgebiet der Sibirischen Fichte liegt im nördlichen Eurasien. Es erstreckt sich dabei vom europäischen Teil Russlands ostwärts bis nach Kamtschatka und dem Ochotskischen Meer. Nach Süden reicht es bis nach Kasachstan, der Mongolei und dem chinesischen Xinjiang.
Die Sibirische Fichte gedeiht zumindest in China in Höhenlagen von 1200 bis 2000 Metern. Sie ist eine Baumart des borealen Nadelwaldes. Die Art wächst vor allem in Gebirgen an Berghängen, entlang von Flüssen und in Tälern auf flachgründigen Permafrostböden. Die Temperaturen an den Standorten können im Winter unter −60 °C fallen. Von Nordeuropa bis in den Ural kommt es zur Bildung von Mischbeständen mit der Gemeinen Fichte (Picea abies), mit der die Sibirische Fichte auch die Hybride Picea × fennica bildet. An nassen Standorten im östlichen Verbreitungsgebiet kommt es häufig zur Mischbestandsbildung mit der Dahurischen Lärche (Larix gmelinii). Im südlichen Verbreitungsgebiet treten vor allem Reinbestände auf, außer im Altai, wo die Sibirische Tanne (Abies sibirica) als vergesellschaftete Art auftritt. An tiefgründigeren Standorten mit gut durchlüfteten Böden findet man zudem verschiedene Arten von Birken (Betula) und Pappeln (Populus) und an trockenen Standorten wächst auch die Wald-Kiefer (Pinus sylvestris) vergesellschaftet mit der Sibirischen Fichte.
Die Sibirische Fichte wird in der Roten Liste der IUCN als „nicht gefährdet“ eingestuft. Es werden keine Bestandsgefährdungen genannt.

## Nutzung
Das Holz der Sibirischen Fichte findet als Bauholz, zur Herstellung von Schnitzereien, Masten und Zellstoff Verwendung. Aus der Borke werden Tannine gewonnen.

## Systematik
Picea obovata wird innerhalb der Gattung der Fichten (Picea) der Untergattung Picea, der Sektion Picea, der Untersektion Picea und der Serie Picea zugeordnet.
Die Erstbeschreibung als Picea obovata erfolgte 1833 durch Carl Friedrich von Ledebour in Flora Altaica, Band 4, Seite 201. Picea obovata Ledeb. hat die Synonyme Abies obovata (Ledeb.) Loudon, Pinus obovata (Ledeb.) Turcz., 
Picea abies subsp. obovata (Ledeb.) Hultén.
Wo sich ihr Verbreitungsgebiet überschneidet bildet die Sibirische Fichte mit der Gemeinen Fichte (Picea abies) die introgressive Hybride Picea × fennica (Regel) Kom. aus. Bei einer von Konstantin Krutovskii und Fritz Bergmann im Jahr 1995 durchgeführten Untersuchungen der Isoenzyme zeigte sich, dass sich die Sibirische und die Gemeine Fichte nur sehr gering voneinander unterscheiden. Äußerlich handelt es sich lediglich um abgerundete Samenschuppen bei obovata, während sie bei abies spatelförmig sind. Sie vermuten daher, dass es sich dabei um zwei verschiedene geographische Rassen derselben Art handelt.